# Ingegerd Haraldsdatter
Ingegerd Haraldsdatter (nórdico antiguo: Ingigerðr 1046-1120) fue una princesa noruega que fue reina consorte de Dinamarca (1086-1095) y reina consorte de Suecia (1105-1118). Era consorte de Olaf I de Dinamarca, y tras la muerte de éste en 1095 contraería matrimonio con el hijo mayor del rey sueco Halsten Stenkilsson, el príncipe Felipe Halstensson, posteriormente Felipe I de Suecia. Era hija del rey de Noruega Harald Haardrade y de Elisaveta de Kiev. Fue llamada así en honor de su abuela materna Ingegerd Olofsdotter, hija del rey sueco Olaf Skötkonung. Ingegerd falleció en 1120, dos años después de la muerte de su esposo.
Hubo otra princesa del mismo nombre, hija de Harald I de Noruega, nacida en 910.